# София (Бар)
Вижте пояснителната страница за други личности с името София.
София (на френски: Sophie de Bar; на немски: Sophia, * 1018; † 21 януари 1093) от род Вигерихиди, е между 1033 и 1092 г. графиня на Бар.

## Живот
Тя е дъщеря на Фридрих II († 1027), херцог на Горна Лотарингия, и Матилда († 29 юли 1032), дъщеря на Херман II, херцог на Швабия (Конрадини).
През 1026 г. нейната леля императрица Гизела Швабска, съпруга на император Конрад II, осиновява и възпитава София и сестра ѝ Беатрис (* 1017, † 18 април 1076). През 1033 г. София наследява Графство Бар. Тя основава манастирите Sainte Marie в Bar-le-Duc и Chatenais.
През 1038 г. София се омъжва за граф Лудвиг от Мусон († 1073/1076), граф на Монбеляр, Пфирт и Алткирх (Дом Скарпон) и му ражда седем деца:
- Дитрих от Мусон (* 1045; † 1105), граф на comte Mömpelgard, Bar, Mousson.
- Бруно
- Лудвиг, споменат 1080
- Фридрих († 1092), Marquis de Suze, маркграф на Торино
- София, омъжена за Фолмар, граф на Фробург
- Беатрис († 1092), омъжена за Бертхолд I от Церинген, херцог на Каринтия
- Матилда, омъжена за Хуго VIII фон Егисхайм, граф на Дагсбург († 1089)